# Meganthias carpenteri
Meganthias carpenteri là một loài cá biển thuộc chi Meganthias trong họ Cá mú. Loài này được mô tả lần đầu tiên vào năm 2006.

## Phân bố và môi trường sống
M. carpenteri có phạm vi phân bố ở Đông Đại Tây Dương. Loài này chỉ được tìm thấy ở ngoài khơi bờ biển Nigeria. Hai mẫu tiêu bản của M. carpenteri được mua từ một chợ cá, và chúng được đánh bắt độ sâu khoảng 50 – 200 m.

## Từ nguyên
Loài này được đặt theo tên của Kent E. Carpenter, nhà sinh vật học đến trường Đại học Old Dominionc.

## Mô tả
Chiều dài cơ thể tối đa được ghi nhận ở M. carpenteri là 30,1 cm. M. carpenteri khác với các đồng loại của nó bởi môi của M. carpenteri được phủ những lớp vảy rất nhỏ.
Số gai ở vây lưng: 10; Số tia vây mềm ở vây lưng: 17- 18; Số gai ở vây hậu môn: 3; Số tia vây mềm ở vây hậu môn: 8; Số gai ở vây bụng: 1; Số tia vây mềm ở vây bụng: 5.